# Ozzmosis
Albums de Ozzy Osbourne
Live and Loud
(1993) The Ozzman Cometh
(1997)
Ozzmosis est le septième album studio de la carrière solo d'Ozzy Osbourne. Il est sorti le 24 octobre 1995 sur le label Epic Records et a été produit par Michael Beinhorn. 

## Historique
Cet album fut enregistré fin 1994 et 1995 à Paris et New-York. Il marque le retour d'Ozzy après sa retraite annoncée. À noter, la présence de Rick Wakeman au mellotron sur les deux premières chansons, "Perry Mason"  et  "I Just Want You" ainsi que de Geezer Butler, le bassiste de Black Sabbath, qui joue sur tout l'album. Le producteur Michael Beinhorn a aussi contribué aux claviers. Ozzy fait aussi appel à des auteurs-compositeurs externes au groupe dont notamment Jim Vallance, John Purdell et Mark Hudson.
Ozzy commença, en 1994, l'écriture de l'album avec le guitariste américain Steve Vai, mais après une dispute, Vai quitta le projet et fut remplacé par Zakk Wylde. Néanmoins la chanson "My Little Man" co-écrite par ozzy et Steve Vai figure sur l'album. L'enregistrement de l'album commença aussi avec un autre producteur, en l'occurrence Michael Wagener qui avait mixé l'album No More Tears et avec le bassiste Mike Inez et le batteur Randy Castillo. Après l'enregistrement de sept chansons, le label, Epic Records, demanda à Wagener de changer la direction musicale de l'album et de le faire sonner comme le groupe grunge Soundgarden qui venait de cartonner avec l'album, Superunknown. Devant le refus de Wagener, Epic décida d'arrêter la production de l'album. Deux titres produit par Wagener, "Aimée" et "Living with the Enemy" seront conservés et serviront de face-B aux singles. Finalement, le producteur Michael Beinhorn fut choisi pour enregistrer et produire l'album, mais sans Inez et Castillo remplacés respectivement par Geezer Butler et Deen Castronovo.
L'album se classa à la 22e place des charts britanniques et à la 4e place du Billboard 200.
N.B. : Pendant la tournée qui suivit la sortie de l'album Ozzmosis, Zakk Wylde fut remplacé par Joe Holmes à la guitare. Cette tournée se nomma The Retirement Suck Tour, après l'échec de la pseudo-retraite d'Ozzy en 1993.

## Liste des titres
| No  | Titre                     | Auteur                                  | Durée |
| --- | ------------------------- | --------------------------------------- | ----- |
| 1.  | Perry Mason               | Ozzy Osbourne, John Purdell, Zakk Wylde | 5:53  |
| 2.  | I Just Want You           | Osbourne, Jim Vallance                  | 4:56  |
| 3.  | Ghost Behind My Eyes      | Osbourne, Steve Dudas, Mark Hudson      | 5:11  |
| 4.  | Thunder Underground       | Osbourne, Geezer Butler, Wylde          | 6:29  |
| 5.  | See You on the Other Side | Osbourne, Lemmy Kilmister, Wylde        | 6:10  |
| 6.  | Tomorrow                  | Osbourne, Duane Baron, Purdell, Wylde   | 6:36  |
| 7.  | Denial                    | Osbourne, Dudas, Hudson                 | 5:12  |
| 8.  | My Little Man             | Osbourne, Steve Vai                     | 4:52  |
| 9.  | My Jekyll Doesn't Hide    | Osbourne, Butler, Wylde                 | 6:34  |
| 10. | Old L.A. Tonight          | Osbourne, Purdell, Wylde                | 4;48  |

Titres bonus réedition 2002
| No  | Titre                      | Auteur                            | Durée |
| --- | -------------------------- | --------------------------------- | ----- |
| 11. | Whole World's Fallin' Down | Osbourne, Jack Blades, Tommy Shaw | 5:05  |
| 12. | Aimée                      | Osbourne, Wylde                   | 4:46  |

## Personnel
Musiciens
- Ozzy Osbourne – chant
- Zakk Wylde – guitare
- Geezer Butler – basse
- Deen Castronovo – batterie

Musicien invité
- Rick Wakeman – Mellotron sur "Perry Mason" et "I Just Want You"

Production
- Michael Beinhorn – producteur, claviers
- Michael Wagener – producteur (sur "Aimee")
- Paul Northfield – ingénieur du son
- David Bianco – mixage
- George Marino – mastering
- David Coleman – direction artistique
- Rocky Schenck – photographie

Assistants ingénieur
- John Bleich
- Matt Curry
- Chris Laidlaw
- Joe Pirrera
- Rodolphe Sanguinetti
- Brian Sperber

## Note
- Le 20 juin 2007 est sortie au Japon une version remasterisée de l'album. Celle-ci ressemble à un petit vinyle. On peut l'acheter seul pour 34 USD ou en coffret, avec les autres disques remasterisés cette année-là, pour 295 USD. Il y a aussi une édition russe de cet album avec quatre titres bonus que voici ;

11. "Back on Earth":  Taylor Rhodes, Richard Supa - 5:00
12. "Walk on Water":   Osbourne, Jim Vallance - 4:18
13. "Pictures of Matchstick Men":   Francis Rossi - 6:00 (reprise d'une chanson du groupe Status Quo)
14. "No More Tears": Osbourne, Zakk Wylde, Randy Castillo - 5:54

## Charts et certifications

### Album
| Pays             | Durée du classement | Meilleur classement |
| ---------------- | ------------------- | ------------------- |
| Allemagne        | 9 semaines          | 30e                 |
| Australie        | 1 semaine           | 50e                 |
| Canada           | 13 semaines         | 7e                  |
| États-Unis       | 44 semaines         | 4e                  |
| Finlande         | 9 semaines          | 9e                  |
| Norvège          | 2 semaines          | 24e                 |
| Nouvelle-Zélande | 4 semaines          | 26e                 |
| Royaume-Uni      | 4 semaines          | 22e                 |
| Suède            | 8 semaines          | 4e                  |
| Suisse           | 7 semaines          | 37e                 |

| Pays       | Certification | Ventes      | Date             |
| ---------- | ------------- | ----------- | ---------------- |
| Canada     | Platine       | 100 000 +   | 30 novembre 1995 |
| États-Unis | 2 × Platine   | 2 000 000 + | 1er mai 1999     |

## Singles
| Année | Single                    | Chart                  | Durée du classement | Position |
| ----- | ------------------------- | ---------------------- | ------------------- | -------- |
| 1995  | Perry Mason               | Mainstream Rock Tracks | 23 semaines         | 3e       |
| 1995  | Perry Mason               | UK Singles Chart       | 2 semaines          | 23e      |
| 1995  | See You on the Other Side | Mainstream Rock Tracks | 19 semaines         | 5e       |
| 1996  | See You on the Other Side | Sverigetopplistan      | 1 semaine           | 59e      |
| 1995  | I Just Want You           | Mainstream Rock Tracks | 7 semaines          | 24e      |
| 1996  | I Just Want You           | UK Singles Chart       | 2 semaines          | 43e      |